# La Celle-les-Bordes
La Celle-les-Bordes là một xã của Pháp, nằm ở tỉnh Yvelines trong vùng Île-de-France của Pháp.

## Địa lý
Các xã giáp ranh: Cernay-la-Ville về phía bắc, Bullion về phía đông và về phía nam, Clairefontaine-en-Yvelines về phía tây, Vieille-Église-en-Yvelines về phía tây-tây-bắc và Auffargis về phía tây bắc.

## Hành chính
| Date d'élection                                            | Identité          |
| ---------------------------------------------------------- | ----------------- |
| Les données antérieures à 2001 ne sont pas encore connues. |                   |
| tháng 3 2001                                               | Jean-Pierre Agnès |
| tháng 3 2008                                               | Serge Quérard     |

## Biến động dân số
| v. 1882                                            | 1990 | 1999 |
| -------------------------------------------------- | ---- | ---- |
|                                                    | 842  | 769  |
| Số liệu lấy từ năm 1982: Dân số không tính hai lần |      |      |